# Hong Kong Open 2005
Die Hong Kong Open 2005 im Badminton fand vom 31. Oktober bis zum 6. November 2005 in Hongkong, statt. Das Preisgeld betrug 250.000 US-Dollar.

## Sieger und Platzierte
| Disziplin    | Gold                    | Silber                               | Bronze                     |
| ------------ | ----------------------- | ------------------------------------ | -------------------------- |
| Herreneinzel | Lin Dan                 | Bao Chunlai                          | Lee Chong Wei              |
| Herreneinzel | Lin Dan                 | Bao Chunlai                          | Shon Seung-mo              |
| Dameneinzel  | Zhang Ning              | Xie Xingfang                         | Pi Hongyan                 |
| Dameneinzel  | Zhang Ning              | Xie Xingfang                         | Wang Chen                  |
| Herrendoppel | Fu Haifeng Cai Yun      | Jens Eriksen Martin Lundgaard Hansen | Anthony Clark Robert Blair |
| Herrendoppel | Fu Haifeng Cai Yun      | Jens Eriksen Martin Lundgaard Hansen | Xie Zhongbo Guo Zhendong   |
| Damendoppel  | Zhang Jiewen Yang Wei   | Gao Ling Huang Sui                   | Lee Kyung-won Lee Hyo-jung |
| Damendoppel  | Zhang Jiewen Yang Wei   | Gao Ling Huang Sui                   | Jo Novita Greysia Polii    |
| Mixed        | Xie Zhongbo Zhang Yawen | Nathan Robertson Gail Emms           | Zhang Jun Gao Ling         |
| Mixed        | Xie Zhongbo Zhang Yawen | Nathan Robertson Gail Emms           | Lee Jae-jin Lee Hyo-jung   |

## Finalresultate
| Disziplin    | Sieger                  | Finalist                             | Ergebnis          |
| ------------ | ----------------------- | ------------------------------------ | ----------------- |
| Herreneinzel | Lin Dan                 | Bao Chunlai                          | 15:10, 15:4       |
| Dameneinzel  | Zhang Ning              | Xie Xingfang                         | 11:4, 1:11, 11:6  |
| Herrendoppel | Fu Haifeng Cai Yun      | Jens Eriksen Martin Lundgaard Hansen | 15:13, 15:9       |
| Damendoppel  | Yang Wei Zhang Jiewen   | Gao Ling Huang Sui                   | 15:13, 8:15, 15:6 |
| Mixed        | Xie Zhongbo Zhang Yawen | Nathan Robertson Gail Emms           | 15:8, 15:5        |